# Cecilia Peck
Cecilia Peck (* 1. Mai 1958 in Los Angeles, Kalifornien) ist eine US-amerikanische Schauspielerin  und  Filmproduzentin. Sie ist die Tochter von Gregory Peck und dessen zweiter Frau Veronique Passani.
2018 wurde sie für ihr Wirken im Dokumentarfilmbereich in die Academy of Motion Picture Arts and Sciences berufen, die jährlich die Oscars vergibt.

## Privatleben
Cecilia Peck heiratete am 8. September 2001 Daniel Voll. Sie haben zwei Kinder.

## Filmografie (Auswahl)
- 1987: Liebe mit Biß (My Best Friend Is a Vampire)
- 1987: Wall Street
- 1993: The Portrait – Regie: Arthur Penn (mit Gregory Peck und Lauren Bacall)
- 1994: Killing Zoe
- 2005: Havoc
- 2006: Dixie Chicks: Shut up and Sing, Produzentin und Regie
- 2013: Brave Miss World